# Arlum och Stöndar
Arlum och Stöndar är en av SCB avgränsad och namnsatt småort i Sollefteå kommun. Den omfattar bebyggelse i Arlom och Stöndar i Boteå socken och antalet invånare uppgick år 2010 till 66.